# Koncelebra
Koncelebra – w wyznaniu katolickim, a także prawosławiu wspólne odprawianie jednej mszy świętej przez dwóch lub więcej księży. Praktyka ta znana była już w starożytności, jednak z biegiem czasu w obrządkach zachodnich została ograniczona tylko do mszy święceń kapłańskich i biskupich. 
Reforma liturgii rzymskiej, wprowadzona po II Soborze Watykańskim, dopuściła możliwość koncelebry w innych mszach. Jednakże na mocy dekretu Kongregacji ds. Kultu Bożego i Dyscypliny Sakramentów z roku 1966, przywracającego tę możliwość w Kościele katolickim, kapłan może tylko raz dziennie koncelebrować Eucharystię bez możliwości ponownego jej sprawowania tego samego dnia.
W obrządkach wschodnich koncelebra praktykowana jest nieprzerwanie od pierwszych wieków chrześcijaństwa.